# 弗朗茨·赫尔曼·特罗施尔
弗朗茨·赫尔曼·特罗施尔（德語：Franz Hermann Troschel，1810年10月10日—1882年11月6日）是德国动物学家。

## 经历

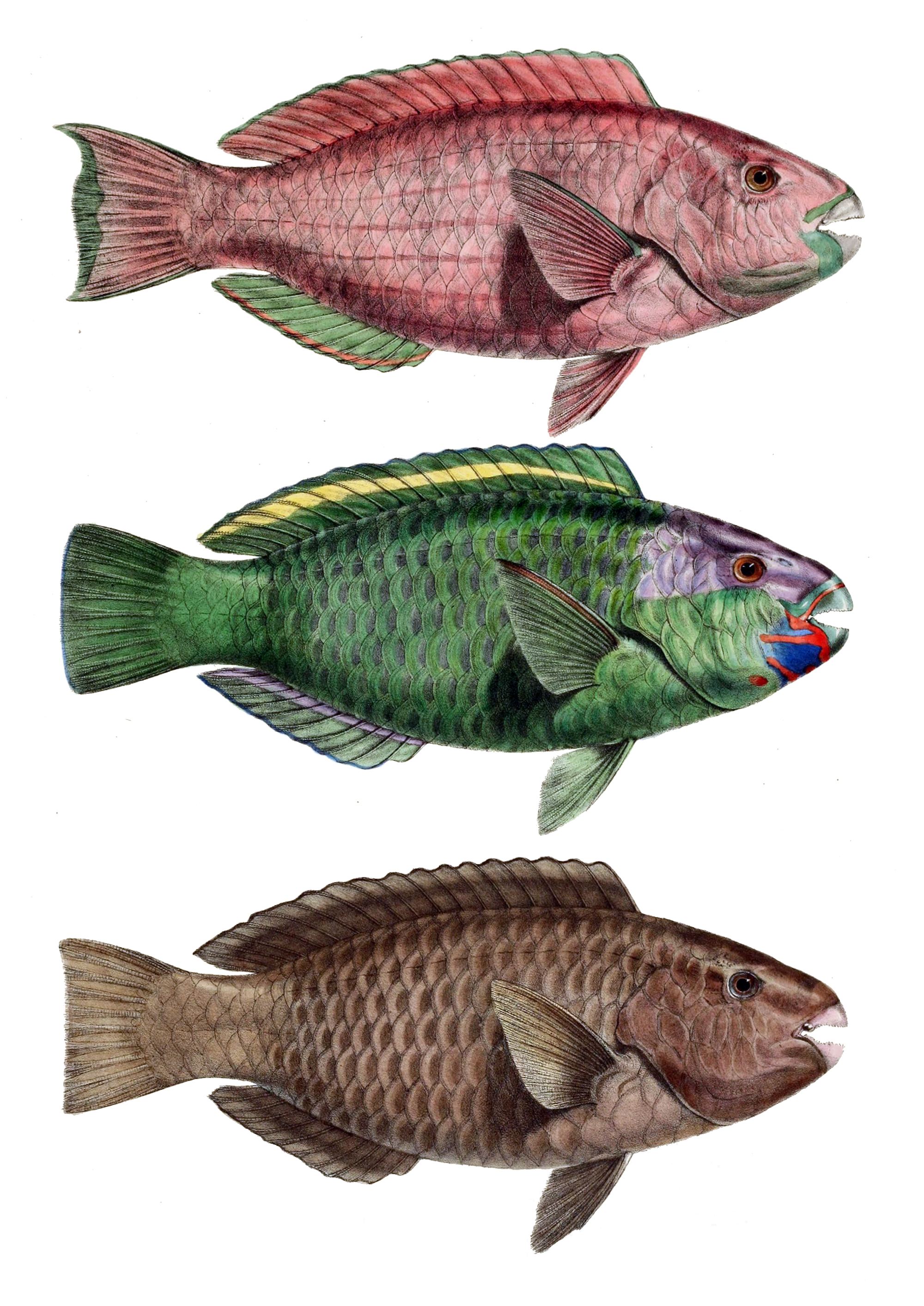
不同品种的鸚哥魚科

他早年在柏林洪堡大學学习数学和自然历史。1840年，他成为柏林自然博物馆动物分馆的助理和策展人。1849年，他开始担任波恩大学动物学教授。
特罗施尔的主要研究方向是軟體動物學、鱼类学和爬虫两栖类学。他分类、命名和描述了很多物种。为了纪念他对动物学的贡献，很多物种以特罗施尔命名，其中包括特罗施尔海星（Evasterias troscheli）、特罗施尔綠鸚嘴魚（Chlorurus troschelii）和特罗施尔骨螺 (Murex troschelii)等 。
1851年，他当选利奥波第那科学院院士。

## 著作
- Franz Hermann Troschel; Johannes Peter Müller.  [菊类植物系统]. Braunschweig: Friedrich Vieweg und Sohn. 1842  [2022-10-17]. （原始内容存档于2019-06-12） （德语）.
- Franz Hermann Troschel (编). .  35. Berlin: Nicolaische Verlagsbuchhandlung.